# Jan Kumosz
Jan Kumosz (ur. 6 października 1911 w Kozarze, zm. 1988) – polski nauczyciel, oficer jugosłowiańskiej partyzantki, urzędnik samorządowy, poseł na Sejm PRL.

## Życiorys
Jan Kumosz urodził się 6 października 1911 roku w Kozarze w austro-węgierskiej Bośni. W dwudziestoleciu międzywojennym, dzięki pomocy konsula Artura Burdy, został wysłany na naukę w Seminarium Nauczycielskim w Zagrzebiu, a następnie do Polski na kurs dokształcający z języka polskiego. Po powrocie został nauczycielem we wsi Stari Martinac, a następnie Novi Martinac. Przez następne lata organizował naukę języka polskiego w domach polskiej ludności. Był także wiceprezesem Związku Polaków w Jugosławii. 
25 marca 1944 roku odbył się w Prnjavorze zjazd Polaków, na którym jednomyślnie uchwalono wniosek Kumosza o utworzenie polskiej jednostki w składzie partyzanckich oddziałów Josipa Broz Tito. Obecni na zjeździe przedstawiciele jugosłowiańskiej partyzantki wyrazili natomiast zgodę na przejście do owej polskiej jednostki Polaków służących w innych oddziałach. Wkrótce została sformowana 14 Centralno-Bośniacka Brygada Uderzeniowa, w której skład wchodził polski batalion, którego dowództwo Kumosz przejął w lipcu 1944 roku. Pomimo stosunkowo młodego wieku Kumosz odznaczał się w dowodzeniu dużą odwagą i sprytem. Po zakończeniu wojny stał na czele delegacji, która negocjowała z polskim rządem warunki przesiedlenia Polaków z Bośni w okolice Bolesławca na Dolnym Śląsku.
Po wyjeździe do Polski został w 1946 roku starostą bolesławieckim i pełnił tę funkcję do 1948 roku. W następnych latach pracował jako kierownik oddziału PZU w Bolesławcu. W wyborach parlamentarnych w 1957 roku został z ramienia PZPR wybrany posłem z okręgu nr 104 (Bolesławiec). Jako poseł zasiadał w komisjach Kultury i Sztuki oraz Spraw Wewnętrznych. Był posłem przez jedną kadencję, do 1961 roku.
Zmarł w 1988 roku.